# Milkshake Man
"Milkshake Man" is een nummer van de Australische zanger en songwriter Go-Jo. Het werd geschreven door Go-Jo samen met Amy Sheppard, George Sheppard en Jason Bovino. Het nummer werd uitgebracht op 25 februari 2025 en zal Australië vertegenwoordigen op het Eurovisiesongfestival 2025.

## Achtergrond en compositie
"Milkshake Man" werd geschreven door Go-Jo samen met Amy Sheppard, George Sheppard en Jason Bovino, allen huidige of voormalige leden van de band Sheppard, die in 2019 deelnam aan de eerste editie van Eurovision – Australia Decides met "On My Way". Het nummer, gekenmerkt door synthpop-invloeden, is bedoeld als een "motiverende boost" voor de luisteraar, waarbij het aanmoedigt om "de meest kleurrijke versie van zichzelf te ontdekken en zelfvertrouwen te voelen". Naast de positieve boodschap spelen de songteksten met subtiele dubbelzinnigheden, wat suggereert dat er achter de speelse en luchtige façade ook gewaagdere en provocerende nuances schuilgaan. Het nummer bevat enkele Franse teksten, die Go-Jo toevoegde vanwege zijn Franse nationaliteit. "Milkshake Man" bevat een sample van "Greensleeves", een melodie die vaak wordt gebruikt door ijscowagens in verschillende landen.

## Videoclip
De muziekvideo voor "Milkshake Man", geregisseerd door Josh Harris, werd gelijktijdig met de single uitgebracht op Go-Jo's YouTube-kanaal. In de video is de zanger, samen met een groep vrouwen, bezig met het maken van milkshakes in een traditionele ijscowagen, terwijl de sfeer wordt versterkt door feestelijke energie en strobe-effecten.

## Promotie
Om "Milkshake Man" te promoten voorafgaand aan het Eurovisiesongfestival 2025, kondigde Go-Jo aan deel te nemen aan verschillende Eurovisie pre-party's. Als eerste werd bevestigd dat hij zal optreden tijdens Eurovision in Concert 2025, dat op 5 april 2025 plaatsvindt in de AFAS Live Arena in Amsterdam. Ook werd bevestigd dat hij op 13 april 2025 zal optreden tijdens de London Eurovision Party 2025 in Here at Outernet.